# Vicq (Allier)
Vicq – miejscowość i gmina we Francji, w regionie Owernia-Rodan-Alpy, w departamencie Allier.

## Demografia
Według danych na rok 1990 gminę zamieszkiwało 310 osób, a gęstość zaludnienia wynosiła 23 osoby/km². W styczniu 2015 r. Vicq zamieszkiwało 329 osób, przy gęstości zaludnienia wynoszącej 24,4 osób/km².